# Колоредо ди Монте Албано
Колорѐдо ди Мо̀нте Алба̀но (на италиански: Colloredo di Monte Albano; на фриулски: Colorêt di Montalban, Колорет ди Монталбан) е село и община в Северна Италия, провинция Удине, автономен регион Фриули-Венеция Джулия. Разположено е на 218 m надморска височина. Населението на общината е 2245 души (към 2010 г.).